# 米諾魚
米諾魚（英語：Minnow），又譯鰷魚，如名泛指鯉科下的一些小型魚類，包括：
- 胖頭鱥屬
- 鮑氏吻鱥
- 切唇魚屬
- 圓吻鱥屬
- 鱥屬
- 鰍形吻鱥
- 葉唇魚屬
- 小口鮈屬
- 銀頜魚屬
- 突頜魚屬
- 美洲擬鱥屬
- 鿕亞科

另外，在南半球的南乳魚屬的一些物種也被稱為米諾魚。